# Aspergillus clavatus
Aspergillus clavatus és una espècie de fong ascomicot de l'ordre dels eurotials (Eurotiales). Els seus conidis amiden  3-4,5 x 2,5-4,5 micròmetres. Es troba al sòl i en residus animals. Produeix la toxina patulina que pot associar-se amb malalties humanes i animals, per bé que es un patogen oportunista.